# Yacuitella nana
Genre
Espèce
Yacuitella nana, unique représentant du genre Yacuitella, est une espèce d'araignées aranéomorphes de la famille des Salticidae.

## Distribution
Cette espèce est endémique de la province de Misiones en Argentine,.

## Description
Le mâle holotype mesure 3,80 mm et la femelle paratype 3,40 mm.

## Publication originale
- Galiano, 1999 : Description of Yacuitella, new genus (Araneae, Salticidae). Bulletin of the British Arachnological Society, vol. 11, p. 158-160.